# 戒備狀態 (遊戲)
《戒備狀態》（英語：DEFCON）是一個由英國遊戲開發商Introversion軟件開發的即時戰略遊戲。這個遊戲取名自美國國家防禦等級的衡量方式「戒備狀態」，並令人聯想起冷戰時期一觸即發的核戰。
這個遊戲自2006年9月起便可經Introversion的網上商店和Steam購買。並分別於2007年6月15日和2007年4月5日於英國和美國公開發售。

## 遊戲
遊戲設定於1980年代，玩家開始玩時，會看見一張世界地圖，地圖上覆蓋著不同的工廠、發射站及城市。玩家的最終目的就是盡量降低其他勢力的人口，同時又要防止自己的人口被降低。
大部份遊戲中，各勢力都會損失慘重，而獲得最高分的玩家將會勝出。玩家的分數有三個計算方法：默認模式（每當造成敵方一次大量人口死亡，則會獲得2分，而每當被敵方造成一次大量人口死亡，則會失去1分），生還模式（每有100萬人口於國內生還，就能獲得1分）和滅絕模式（每當造成敵方一次大量人口死亡，則會獲得1分）。
默認模式能讓玩家自由地選擇自己的策略，並要求玩家平均分配攻守。生還模式要求玩家集中防守，因而令到遊戲分數差別不大。玩家通常很少使用核武，並多使用海軍攻擊。而滅絕模式則要求玩家集中進攻，玩家通常多用核武，以達到大量死亡的目的。滅絕模式對策略的需求甚少。
遊玩時間差異很大，因為玩家可以調整時間由實時至20倍時間。大部份遊戲會於20分鐘左右完結，而實時模式可以令玩家遊玩長達8小時之多。遊戲也有一個「辦公室」模式，即遊戲可以最小化，但仍然會在最小化期間進行遊戲，並會在一些重大事情發生時提醒玩家。

## 勢力
遊戲提供了6個勢力供玩家選擇。
- 北美洲：包括美國、加拿大和阿拉斯加全境，但不包括夏威夷。
- 拉丁美洲：包括墨西哥、中美洲和南美洲全境。
- 歐洲：包括整個歐洲大陸，除了俄羅斯的領土。
- 非洲：包括整個非洲。
- 俄羅斯：包括整個俄羅斯領土和大部份蘇聯領土。
- 亞洲：包括整個亞洲大陸，除了哈薩克斯坦、蒙古、俄羅斯和東南亞島嶼。

所有勢力開始時都有1億人口。

### 開始和戒備狀態等級
狀態等級是一個簡單的即時戰略遊戲。遊戲中並不存在生產軍事單位、資源收集和科技等級的差別。玩家於遊戲開始時便要購買和設置其軍事單位。遊戲也有計時。遊戲會開始於戒備狀態 第五級，並慢慢升高至第一級。每升一級，軍事行動的規模與形式也有所改變。
| 戒備狀態 等級 | 狀態 | 開始時間 |
| ------------- | --- | -------- |
| 5             | 禁止敵對的行動。玩家可以設置海軍和空軍單位，並能駛入公海。                                               | 遊戲開始 |
| 4             | 禁止敵對的行動。雷達開始偵測範圍內的敵軍，並給予玩家消息。玩家仍然可以設置海軍和空軍單位，並能駛入公海。 | 6分鐘    |
| 3             | 玩家可以以海軍和空軍攻擊敵方，玩家不可以設置海軍和空軍單位。                                             | 12分鐘   |
| 2             | 情況與第3級相同。戰鬥更加激烈，並且下一級玩家便可以發射核武。                                            | 20分鐘   |
| 1             | 玩家可以發射核武、洲際導彈 、潛艇的中程彈道導彈和轟炸機的短程彈道導彈 。                                 | 30分鐘   |

當遊戲到達戒備狀態第1級，遊戲便會繼續進行，直至一定數量的核彈發射後（默認設定為全部八成核彈），遊戲才開始倒數（默認設定為45遊戲分鐘），而最終分數將會於倒數完畢後公佈。

### 多人游戏和联盟系統
戒備狀態最多能同時容纳六個人類或電腦玩家，而遊戲亦提供联盟系統供玩家联盟。這些联盟隨時都可以經人類玩家進行形成、打破和重新磋商。而與電腦玩家的聯盟則只能夠在遊戲開始時進行。聯盟了的玩家能夠共享雷达覆盖范围和视线范围，但是遊戲並沒有聯盟勝利，只有一個玩家勝利。 因此，大部份聯盟都會在遊戲結束前打破。遊戲的首席设计师克里斯·德拉指出：
|  | 我們曾看見联盟成員攻擊盟友的戰機，全因他們認為對方正在進行監察以準備攻擊自己。這樣通常造成盟友在聊天頻道上爭吵，導致盟友在海上發生小规模冲突，引致报复行動，並最終導致全部玩家互相使用核彈攻擊。这樣真棒。 |

遊戲的聊天頻道有一個公用频道供全部玩家聊天。而私人频道則只供盟友或群組互相討論。

#### 多人游戏模式

##### 外交模式
在外交模式遊戲中，所有玩家都會自動成人一個單對單聯盟中，並需要盡量保持聯盟。玩家的分數並不是以玩家消滅敌人的人口數，而是以玩家國土內剩餘的人口數作為分數。

##### 办公室模式
在办公室模式遊戲中，遊戲只能夠以實時進行，並不能夠加快時間。而遊戲在這種模式下能夠迅速地最小化，並供電腦使用者做其他事，或使玩家好像在工作。當遊戲在最小化後繼續進行時，遊戲在有重大事件發生後並不會彈出任务栏通知玩家，以防別人發現。而办公室模式的热键，有時被稱為老闆鍵，就是迅速按退出鍵兩次。办公室模式遊戲只會進行六小時。

## 单位
戒備狀態和很多傳統即时战略游戏一樣，都使用一個實時视线范围遊戲系統。在這個遊戲系統下，玩家只能夠看見在雷达覆盖范围內的敵方單位。但是，當有人发射一個核导弹時，玩家便能夠看見核彈是哪個玩家發射，以及在哪裡發射。雖然如此，但是核彈本身仍然要在雷达覆盖范围內才能看見。若核彈是由一架轟炸機發射的話，其他玩家就不能夠看見核彈在哪裡發射。
大部份單位都有几种形態，而不同形態擁有不同功能。若玩家有意轉換單位的形態，該單位便會停止操作幾分鐘以轉換形態。例如，當一個玩家將一個導彈发射井的導彈形態由攻擊型導彈轉換為防禦型導彈時，該導彈发射井便會處於關閉狀態，直至轉換完畢。

### 地面设施
雷达天线（Radar Dish）
雷达扫描一个宽广的范围并在地图上其范围内显示敌方单位。游戏菜单上的雷达按钮显示了你的雷达覆盖范围。
空军基地（Airbase）
一开始预置有5架轰炸机、5架战斗机和10枚短程弹道导弹（SRBM）。短程弹道导弹在空的轰炸机降落时就重新装载。
导弹发射井（Missile Silo）
拥有两种模式：发射核弹头和击落来袭的飞机和导弹。两种模式之间的切换需要时间且期间发射井不能运作。一旦在发射模式时发射井不能防御自己，并且在发射导弹后会显示它的位置给其他玩家。
发射井装有10枚远程弹道导弹（LRBM）并且在它被摧毁之前能承受3发直接命中。

### 海军单位
航母（Carrier）
一开始有5架战斗机、2架轰炸机和6枚短程弹道导弹。还可以对附近的潜艇发射深水炸弹。
战列舰（Battleship）
战列舰只能用常规武器攻击，然而它们对其他海军单位和飞机极其有效。
潜艇（Submarine）
潜艇装有5枚中程弹道导弹（MRBM）并且既能下潜又能上浮。它们下潜时对雷达是隐身的，但是必须上浮发射。它们会被航母或其他潜艇的声呐脉冲信号发现。一旦被发现或上浮它们便非常容易受到攻击。
潜艇拥有两种模式：被动声呐和主动声呐。在被动模式下潜艇会尽可能地保持安静，溜过敌方舰队而不攻击。在主动模式下潜艇会使用声呐脉冲区域寻找敌方船只和潜艇并攻击。

#### 空军单位
空军单位是由地面设施或海军单位生產。在通常情况下，這些空军单位會在生產後自動操作，而在飛行期間則能夠由玩家操控。
战斗机（Fighters）
战斗机的速度非常高，使战斗机成為出色的偵測及拦截功能。战斗机是其他空军单位的克星，並能夠攻擊海军单位。战斗机的缺點為其較短的飛行距離。當战斗机沒有油並不能及時回基地補充的話，它們就會墜毀。
轰炸机（Bombers）
轰炸机能夠帶上一枚短程弹道导弹以攻擊附近目標。因此，轰炸机擁有很長的飛行距離以攻擊遠距離目標。但是，轰炸机是十分脆弱的，在受到小小攻擊後，轰炸机便會重創。而轰炸机最大的優點為，當轟炸機發射核彈的時候，其他玩家都不能夠看見轟炸機的位置。

## 評價
| 汇总媒体     | 得分  |
| ------------ | ----- |
| GameRankings | 83.3% |
| Metacritic   | 84%   |

| 媒体              | 得分    |
| ----------------- | ------- |
| 1UP.com           | A       |
| Edge              | 7/10    |
| Eurogamer         | 8/10    |
| GamePro           | 4/5     |
| GamesRadar+       | 9/10    |
| GameSpot          | 8.1./10 |
| IGN               | 8.5./10 |
| Bovine Conspiracy | 9/10    |
| Mansized          | 5/5     |

| 媒体   | 奖项                       |
| ------ | -------------------------- |
| PC玩家 | 2008年7月100大PC游戏第59名 |
| 鼠道獎 | 最佳聲響                   |

人們對戒備狀態的評價為正面。戒備狀態在GameRankings上的得分為83.3%，而在Metacritic上的得分則為84%。
1UP.com指出，戒備狀態可能是一個史上最便宜的智能策略遊戲，因為戒備狀態提供智能並完善的電腦玩家，而同類遊戲的價錢卻是卻是戒備狀態的三倍。1UP.com稱讚該遊戲只需要基本的界面，卻能做出精巧驚人的效果。他們還認為遊戲的视觉效果是「本年度其中一個視覺上最好看的PC游戏」 。Edge指出，戒備狀態是一個「值得讓人單獨介紹的遊戲」。而Eurogamer則評價戒備狀態「在內向性遊戲之中，戒備狀態的遊戲設計已經算是最不具『野心』的了。」。Eurogamer指出遊戲非常纯粹和直接，但指出戒備狀態的唯一不足為遊戲的规模不足。

## 外部連結
- 官方网站 （英文）
- 莫比游戏上的《DEFCON》（英文）
- "所有人都死於戒備狀態" （页面存档备份，存于）（現實逃避）